# Рокфорд (Айдахо)
Рокфорд (англ. Rockford) — переписна місцевість (CDP) в окрузі Бінггем штату Айдахо США. Населення — 291 особа (2020).

## Географія
Рокфорд розташований за координатами 43°11′21″ пн. ш. 112°31′50″ зх. д. / 43.18917° пн. ш. 112.53056° зх. д. (43.189235, -112.530618).  За даними Бюро перепису населення США в 2010 році переписна місцевість мала площу 2,88 км², уся площа — суходіл.

## Демографія
Згідно з переписом 2010 року, у переписній місцевості мешкало 276 осіб у 86 домогосподарствах у складі 75 родин. Густота населення становила 96 осіб/км².  Було 93 помешкання (32/км²).
Расовий склад населення:
| - 85,1 % — білих - 2,2 % — корінних американців - 12,0 % — осіб інших рас |

Частка іспаномовних становила 13,4 % від усіх жителів.
За віковим діапазоном населення розподілялося таким чином: 33,3 % — особи молодші 18 років, 58,7 % — особи у віці 18—64 років, 8,0 % — особи у віці 65 років та старші. Медіана віку мешканця становила 30,7 року. На 100 осіб жіночої статі у переписній місцевості припадало 87,8 чоловіків;  на 100 жінок у віці від 18 років та старших — 89,7 чоловіків також старших 18 років.
Середній дохід на одне домашнє господарство  становив 75 980 доларів США (медіана — 74 861), а середній дохід на одну сім'ю — 78 044 долари (медіана — 75 543). За межею бідності перебувало 0,0 % осіб, у тому числі 0,0 % дітей у віці до 18 років та 0,0 % осіб у віці 65 років та старших.
Цивільне працевлаштоване населення становило 181 осіб. Основні галузі зайнятості: освіта, охорона здоров'я та соціальна допомога — 26,5 %, виробництво — 22,7 %, науковці, спеціалісти, менеджери — 12,7 %, будівництво — 7,7 %.